# Estrella CH
Las estrellas CH son una clase de estrellas de carbono caracterizadas por la presencia de bandas de absorción CH sumamente fuertes en sus espectros. Pertenecientes a la población estelar II, son estrellas pobres en metales y en general relativamente antiguas, con una luminosidad inferior a la de estrellas de carbono C-N clásicas. Típicamente se encuentran en el halo galáctico y en cúmulos globulares.
El estudio de las estrellas CH puede proporcionar información directa sobre el papel desempeñado por estrellas del halo de baja y media masa en la evolución temprana de la galaxia.
Muchas de estas estrellas forman parte de sistemas binarios, y es razonable creer que esto es así para todas las estrellas CH. Al igual que las estrellas de bario, son probablemente el resultado de una transferencia de masa de una antigua estrella de carbono clásica, ahora una enana blanca, a la estrella actualmente clasificada como estrella CH.
V Arietis y HE 1327-2326 son ejemplos de este tipo de estrellas.